# Chiese della Comunità della Val di Non
Questa voce include tutte le chiese situate entro i confini della Comunità della Val di Non, nella provincia autonoma di Trento. 
Gli edifici sono elencati in liste suddivise per comune; includono oltre centotrenta chiese consacrate (sebbene non tutte officiate regolarmente), a cui si aggiungono oltre cinquanta cappelle e una trentina di edifici sconsacrati, in rovina, scomparsi o altrimenti non più attivi. Gli edifici di culto consacrati appartengono tutti alla confessione cattolica e fanno parte dell'arcidiocesi di Trento.

## Comune di Amblar-Don
| Esterno                                                        | Interno                                                        | Nome                                                 | Periodo storico                                 | Ubicazione                                          | Informazioni |
| -------------------------------------------------------------- | -------------------------------------------------------------- | ---------------------------------------------------- | ----------------------------------------------- | --------------------------------------------------- | --- |
| Esterno della chiesa di Santa Brigida nel comune di Amblar-Don | Interno della chiesa di Santa Brigida nel comune di Amblar-Don | Chiesa di Santa Brigida                              | XIX secolo                                      | Don, via alla Chiesa 46°23′23.94″N 11°08′09.36″E    | Parrocchiale. Costruita tra il 1870 e il 1876, per sostituire la più antica chiesa omonima (oggi cappella cimiteriale). |
|                                                                |                                                                | Chiesa della Madonna della Neve                      | XX secolo                                       | Monte Roen 46°22′23.38″N 11°11′48.23″E              | Costruita presso Malga Romeno nel 1913, che è situata nel territorio comunale di Amblar-Don. |
|                                                                |                                                                | Chiesa di San Vigilio                                | Fondata XIV secolo, edificio odierno XIX secolo | Amblar, via Conca Verde 46°23′43.31″N 11°08′39.48″E | Parrocchiale. Citata per la prima volta nel 1412, la sua costruzione è databile al Trecento; degradato da anni, dopo vari restauri l'edificio venne interamente ricostruito tra il 1845 e il 1865, e nel 1873-77 venne eretto il campanile. |
| Cappelle                                                       |                                                                |                                                      |                                                 |                                                     | |
|                                                                |                                                                | Cappella dell'Addolorata                             | XX secolo                                       | Amblar, via Linor 46°23′52.29″N 11°08′42.25″E       | Cappella cimiteriale, edificata nel 1911. |
|                                                                |                                                                | Cappella di Santa Brigida, o cappella del Crocifisso | Citata XV secolo                                | Don, via Villa di Sotto 46°23′20.01″N 11°08′06.28″E | Prima chiesa parrocchiale del paese, è citata per la prima volta nel 1493 e fu costruita probabilmente nel corso del Quattrocento; nel 1743 la navata venne raddoppiata in lunghezza, e nel 1845-46 venne rifatto il campanile. Risultando particolarmente degradata, venne quasi totalmente demolita nel 1870-71, risparmiando soltanto l'abside, che venne convertita in cappella cimiteriale, e il campanile, tuttora in funzione. |
|                                                                |                                                                |                                                      |                                                 | Don 46°23′32.93″N 11°08′11.39″E                     | Cappella cimiteriale. |

## Comune di Borgo d'Anaunia
| Esterno          | Interno | Nome                                                                | Periodo storico                                 | Ubicazione                                                                             | Informazioni |
| ---------------- | ------- | ------------------------------------------------------------------- | ----------------------------------------------- | -------------------------------------------------------------------------------------- | --- |
|                  |         | Chiesa di Sant'Anna                                                 | XVII secolo                                     | Tret 46°28′44.2″N 11°08′14.83″E                                                        | Parrocchiale. Costruita intorno al 1610, e affiancata dal campanile nel 1787. Sono documentati ampliamenti nel 1718 e nel 1847. |
|                  |         | Chiesa di Sant'Antonio                                              | Fondata XV secolo, edificio odierno XIX secolo  | Dovena, via Roma 46°27′19.54″N 11°07′43.22″E                                           | Parrocchiale. Costruita nel corso del Quattrocento, era inizialmente dedicata a san Giorgio, sostituito da sant'Antonio abate a partire dal 1537. L'edificio venne interamente ricostruito nel 1890-92. |
|                  |         | Chiesa di Santa Lucia                                               | XIV secolo                                      | Colle sopra Fondo 46°26′43.03″N 11°07′53.99″E                                          | Chiesa di epoca trecentesca (costruita forse verso la metà del secolo), venne ampliata nel 1673 (con la parziale ricostruzione del presbiterio e della parte anteriore dell'edificio) e nel 1894 (quando viene rialzata la navata). |
|                  |         | Chiesa della Madonna di Pompei, o della Madonna del Rosario         | XIX secolo                                      | Raina, via Fabio Filzi 46°27′33.96″N 11°07′07.96″E                                     | Costruita nel 1865. |
|                  |         | Chiesa di San Martino                                               | Fondata XII secolo, edificio odierno XIX secolo | Fondo, via San Martino 46°26′24″N 11°08′17.8″E                                         | Parrocchiale. Un primo edificio, sorto durante il XII secolo, viene citato nel 1188; nel corso del Quattrocento venne eretto e poi sopraelevato il campanile. La chiesa venne ricostruita nel 1510-19, e il campanile venne ulteriormente rialzato nel 1528-29, e poi ancora nel 1774-75. Tra il 1853 e il 1865 la chiesa venne riedificata nuovamente nelle forme attuali.                                                                                           |
|                  |         | Chiesa della Natività di Maria, o di Santa Maria                    | Citata XIII secolo                              | Presso il castello di Castelfondo 46°26′49.69″N 11°07′24.9″E                           | Antica chiesa pievana, è citata già nel 1282; venne gravemente danneggiata durante gli scontri tra le truppe dell'arciduca del Tirolo e quelle di Enrico VI di Rottemburgo (periodo a cui risale anche la "torre di Santa Maria" che le sorge accanto). |
|                  |         | Chiesa di San Nicolò                                                | Fondata XIV secolo, edificio odierno XVI secolo | Castelfondo, via Dante Alighieri 46°27′22.51″N 11°07′02.27″E                           | Parrocchiale. Una prima cappella sorse probabilmente durante il Trecento, e venne ampliata nel 1420-21 e poi ancora nel 1428-32 (sostituendo la chiesa pievana che era stata danneggiata), per poi essere totalmente ricostruita nella prima metà del Cinquecento. Nel 1873-75 venne allungata di due campate la navata. |
|                  |         | Chiesa di San Rocco                                                 | XVI secolo                                      | Fondo, via San Rocco 46°26′23.62″N 11°08′04.89″E                                       | Costruita forse nel 1530, o comunque entro la fine del Cinquecento; venne ampliata e restaurata nel 1847, dopo un incendio. |
|                  |         | Chiesa di Santa Tecla                                               | XIII secolo                                     | Malosco, via Santa Tecla 46°26′12.56″N 11°08′36.97″E                                   | Parrocchiale. Costruita durante il Duecento (è citata per la prima volta nel 1282), venne probabilmente riedificata nel corso del Quattrocento. Tra il 1771 e il 1773 vennero ricostruite la navata e la facciata, portando l'edificio alle forme odierne, e nel 1782 venne rialzato il campanile. |
|                  |         | Chiesa di San Valentino                                             | XV secolo                                       | Vasio 46°25′50.4″N 11°07′19.88″E                                                       | La chiesa, probabilmente quattrocentesca, è citata per la prima volta nel 1537. |
| Cappelle         |         |                                                                     |                                                 |                                                                                        | |
|                  |         | Cappella di Sant'Antonio di Padova                                  | XIX secolo                                      | Fondo, via Doss Sedrena 46°26′30.44″N 11°08′12.9″E                                     | Costruita nel 1890. |
|                  |         | Cappella del Crocifisso                                             | XXI secolo                                      | Castelfondo, via Fabio Filzi 46°27′23.32″N 11°07′03.07″E                               | Cappella cimiteriale, edificata nel 2003-05 durante l'ampliamento del camposanto. |
|                  |         | Cappella della Madonna di Caravaggio, detta "della Madonna Brusada" | XX secolo                                       | Località Pradiei, lungo la ciclabile tra Sarnonico e Fondo 46°25′38.82″N 11°08′02.33″E | La cappella venne eretta sul luogo in cui una tal Orsola Covi, di Seio, venne uccisa da un pretendente respinto in data 26 maggio 1900 (secondo alcune fonti, venne edificata dallo stesso omicida, pentitosi); la prima struttura, lignea, venne incendiata per due volte dai parenti dell'assassino (da cui l'appellativo di "brusada", ossia "bruciata"), fino a che non venne ricostruita in muratura ad opera di un tal Giovanni Battista Rizzi, prima del 1921. |
|                  |         | Cappella di San Michele                                             | Citata XVI secolo, edificio odierno XIX secolo  | Fondo, via Santa Lucia 46°26′31.57″N 11°08′01.79″E                                     | Cappella cimiteriale con ossario interrato, documentata nel 1407 e rimaneggiata nel 1571, costruita intorno al 1649; venne demolita nel 1853 a seguito della soppressione del cimitero. Una nuova cappella, con la medesima intitolazione, venne edificata nel nuovo camposanto verso il 1870. |
|                  |         | Cappella delle Sacre Stimmate                                       | XX secolo                                       | Malosco, viale Alpino, 11 46°26′18.2″N 11°08′56.99″E                                   | Cappella della casa alpina dei padri stimmatini, costruita nel 1966. |
| Chiese scomparse |         |                                                                     |                                                 |                                                                                        | |
|                  |         | Cappella di San Pietro                                              | XVI secolo                                      | Presso il castello di Castelfondo                                                      | Edificata forse nel Cinquecento, mentre la vicina chiesa della Natività di Maria era in stato di abbandono; subì danni molto gravi a causa di un terremoto nella seconda metà del Seicento. Restaurata nel 1742, cadde però velocemente in stato d'abbandono e nel 1780, risultando cadente, venne quasi totalmente demolita. |

## Comune di Bresimo
| Esterno          | Interno | Nome                                               | Periodo storico                              | Ubicazione                                                             | Informazioni |
| ---------------- | ------- | -------------------------------------------------- | -------------------------------------------- | ---------------------------------------------------------------------- | --- |
|                  |         | Chiesa dell'Assunzione, o santuario di Santa Maria | XIV secolo, edificio odierno XIV secolo      | Baselga 46°24′55.67″N 10°59′09.78″E                                    | Citata per la prima volta nel 1324, venne interamente ricostruita poco dopo, nel 1335-38; il nuovo edificio venne ampliato nel 1469 (quando venne rifatto tra l'altro il campanile) e poi ancora nel corso del Cinquecento; nel 1742 venne aggiunto un protiro, poi abbattuto a inizio Novecento.                                                     |
|                  |         | Chiesa di San Bernardo                             | Citata XV secolo, edificio odierno XV secolo | Fontana Nuova 46°24′38.4″N 10°58′06.52″E                               | Parrocchiale. Citata per la prima volta nel 1469, la chiesa potrebbe risalire al XII secolo. Venne riedificata nel 1490, e il nuovo edificio venne ampliato nel 1616, e affiancata dal campanile nella prima metà del Settecento. Nel 1824 venne rifatta la facciata, mentre nella seconda metà del Novecento la navata venne ingrandita verso ovest. |
| Cappelle         |         |                                                    |                                              |                                                                        | |
|                  |         |                                                    |                                              | Località isolata ad ovest di Fontana Nuova 46°24′36.01″N 10°57′57.94″E | Cappella cimiteriale. |
|                  |         | Cappella alpina                                    | XX secolo                                    | Presso Malga Bordolona Bassa 46°25′58.45″N 10°53′24.15″E               | Costruita nel 1993 dal gruppo ANA di Cis, a 1805 metri di quota. |
| Chiese scomparse |         |                                                    |                                              |                                                                        | |
|                  |         | Cappella di San Sebastiano                         | Citata XV secolo                             | Castello di Altaguardia 46°25′09.48″N 10°58′53.32″E                    | Citata a partire dal 1452; alcune visite pastorali la trovarono in cattive condizioni nel corso del Seicento e del primo Settecento, ma venne sistemata entro il 1751. Sconsacrata quando i Tono abbandonarono il castello, cadde in rovina con esso e non ne resta alcuna traccia.                                                                   |

## Comune di Campodenno
| Esterno                        | Interno | Nome                                           | Periodo storico                                  | Ubicazione                                                     | Informazioni |
| ------------------------------ | ------- | ---------------------------------------------- | ------------------------------------------------ | -------------------------------------------------------------- | --- |
|                                |         | Chiesa di Sant'Egidio                          | Citata XIV secolo, edificio odierno XVI secolo   | Quetta 46°15′36.38″N 11°02′53.72″E                             | Parrocchiale. Citata per la prima volta nel 1329 (anche se la data non è del tutto certa) e allora dedicata ai Santi Tre Re, venne ricostruita nella prima metà del Cinquecento. Dal 1537 è documentata l'intitolazione a sant'Egidio. Tra il 1907 e il 1911 vennero ricostruiti la sagrestia, la navata e il campanile. |
|                                |         | Chiesa dei Santi Filippo e Giacomo             | XV secolo                                        | Segonzone 46°14′55.56″N 11°02′04.06″E                          | Citata a partire dal 1485, la costruzione è probabilmente ben più antica. |
|                                |         | Chiesa dell'Immacolata                         | XIX secolo                                       | Lover, via don Francesco Valentini 46°14′51.72″N 11°01′34.04″E | Costruita tra il 1859 e il 1863 su modello della chiesa di San Rocco di Nave San Rocco, in parte pagata dai conti Edoardo e Giambattista Kuen Belasi. |
|                                |         | Chiesa dei Santi Maurizio e Compagni           | Citata XV secolo                                 | Campodenno 46°15′24.41″N 11°02′15.49″E                         | Parrocchiale. Citata per la prima volta nel 1449, venne ampliata nel 1777, e poi ancora 1792-93. Nel 1856-58 vennero aggiunte le cappelle laterali. |
|                                |         | Chiesa di San Michele                          | Citata XIII secolo                               | Maso Sant'Angelo 46°15′25.72″N 11°03′28.66″E                   | Citata nel 1289, era probabilmente annessa ad un piccolo monastero che sorgeva nei pressi; l'intero maso cambiò proprietario più volte, ed è ora della famiglia Beatrici. |
|                                |         | Chiesa della Natività di San Giovanni Battista | Citata XIV secolo, edificio odierno XVIII secolo | Termon, piazza San Giovanni 46°16′08.13″N 11°02′07.67″E        | Parrocchiale. Viene citata per la prima volta nel 1395; nel 1766 venne sottoposta ad un ampliamento, ma l'intero bene venne riedificato solo dieci anni dopo, tra il 1776 e il 1778. |
|                                |         | Chiesa di San Pancrazio                        | Citata XIV secolo                                | Dosso di San Pancrazio 46°15′40.96″N 11°01′14.04″E             | Esistente certamente nel 1361; in passato è stata affiancata da un romitorio, del quale oggi restano solo alcune tracce. |
|                                |         | Chiesa di Santo Stefano                        | Citata XV secolo, edificio odierno XVI secolo    | Dercolo, via della Chiesa 46°14′52.47″N 11°02′56.86″E          | Parrocchiale. Menzionata, come cappella, nel 1478, venne riedificata nelle forme attuali tra il 1540 e il 1560; il campanile venne aggiunto nel 1660, mentre nel 1897 venne aggiunta una cappella laterale. |
| Cappelle                       |         |                                                |                                                  |                                                                | |
|                                |         | Cappella dell'Addolorata                       | XIX secolo                                       | Cressino 46°14′34.48″N 11°03′30.91″E                           | Costruita nel 1843, su iniziativa e a spese di tal Bartolomeo Pezzi. |
| Chiese sconsacrate o scomparse |         |                                                |                                                  |                                                                | |
|                                |         | Chiesa di San Giorgio                          | Citata XIV-XV secolo                             | Lover 46°14′51.75″N 11°01′25.8″E                               | La prima citazione di questa chiesa risale, a seconda delle fonti, al 1421 o anche al 1300; a seguito della costruzione della nuova chiesa dell'Immacolata, nel 1872 questa venne sconsacrata, venduta all'asta e trasformata in abitazione privata; il campanile venne abbattuto poco tempo dopo.                       |
|                                |         | Chiesa della Santissima Trinità                |                                                  | Termon 46°16′08.13″N 11°02′07.67″E                             | Il luogo di culto sorgeva nei pressi della Chiesa della Natività di San Giovanni Battista e fu distrutta quando quest'ultima fu riedificata alla fine del XVIII secolo. |

## Comune di Cavareno
| Esterno            | Interno | Nome                                                    | Periodo storico    | Ubicazione                                            | Informazioni |
| ------------------ | ------- | ------------------------------------------------------- | ------------------ | ----------------------------------------------------- | --- |
|                    |         | Chiesa dei Santi Fabiano e Sebastiano, o di San Fabiano | XII secolo         | Cavareno, vicolo San Fabiano 46°24′30.49″N 11°08′10″E | Eretta probabilmente nel XII secolo, era originariamente dedicata a san Maurizio; venne ampliata tra il 1475 e il 1499, aggiungendo un altare dedicato ai santi Fabiano e Sebastiano, che divengono titolari della chiesa sicuramente entro il 1579. |
|                    |         | Chiesa di Santa Maria Maddalena                         | XIX secolo         | Cavareno, piazza G. Prati 46°24′30.07″N 11°08′17.9″E  | Parrocchiale. Costruita tra il 1869 e il 1873, per sostituire la precedente parrocchiale omonima, situata all'altro capo della piazza. |
| Cappelle           |         |                                                         |                    |                                                       | |
|                    |         | Cappella dell'Addolorata                                | XIX secolo         | Cavareno 46°24′41.96″N 11°08′17.18″E                  | Cappella cimiteriale, edificata nel 1855. |
| Chiese sconsacrate |         |                                                         |                    |                                                       | |
|                    |         | Chiesa di Santa Maria Maddalena                         | Citata XVII secolo | Cavareno, piazza G. Prati 46°24′32.63″N 11°08′16.45″E | Antica chiesa curaziale, citata nel 1537, verso la fine del Cinquecento risultava dedicata al Battista. Nel primo ventennio del Seicento venne eretto il campanile, e nel 1693-95 la struttura venne restaurata a seguito di un grave incendio. Dopo la costruzione della nuova parrocchiale omonima, nel 1873 questa chiesa venne sconsacrata. Entro il 1888 venne abbattuto il presbiterio e la struttura, rialzata, venne adibita a scuola; resta in funzione il campanile. |

## Comune di Cis
| Esterno  | Interno | Nome                               | Periodo storico   | Ubicazione                                                                      | Informazioni |
| -------- | ------- | ---------------------------------- | ----------------- | ------------------------------------------------------------------------------- | --- |
|          |         | Chiesa di San Giorgio              | Citata XII secolo | Cis, via Plan 46°23′58.98″N 11°00′17.87″E                                       | Parrocchiale. Citata per la prima volta nel 1117, venne ampliata nel corso del Quattrocento, e poi ancora nel 1594-98.                                          |
| Cappelle |         |                                    |                   |                                                                                 | |
|          |         | Cappella della Madonna del Rosario | XVI secolo        | Località Poz 46°23′55.6″N 11°00′07.04″E                                         | Citata nella Carta di Regola di Cis del 1536; nel 1861 bruciò il tetto, rifatto cinque anni dopo.                                                               |
|          |         | Cappella della Madonna Pellegrina  | XX secolo         | Presso il ponte sul rio Barnes a nord di Mostizzolo 46°24′00.91″N 11°00′33.62″E | Costruita da Oreste Bonani, proprietario della vicina fabbrica di imballaggi, al suo ritorno dalla seconda guerra mondiale; la benedizione è avvenuta nel 1951. |

## Comune di Cles
| Esterno          | Interno | Nome                                                                                           | Periodo storico                                       | Ubicazione                                                            | Informazioni |
| ---------------- | ------- | ---------------------------------------------------------------------------------------------- | ----------------------------------------------------- | --------------------------------------------------------------------- | --- |
|                  |         | Chiesa di Sant'Antonio di Padova                                                               | XVII secolo                                           | Cles, via Armando Diaz 46°21′44.61″N 11°01′51.14″E                    | Chiesa del convento dei francescani, costruita assieme a tutto il complesso tra il 1631 e il 1649 (il campanile venne completato nel 1652). Nel 1774 venne aggiunta una cappella laterale, e nel 1875-76 l'intero edificio venne ampliato, rialzando sia la navata, sia la torre campanaria.                                                     |
|                  |         | Chiesa del Crocifisso, o chiesa del Sant del Ciatar                                            | XVII secolo                                           | Località Faé 46°23′04.16″N 11°02′06.37″E                              | Citata per la prima volta alla fine del Seicento, sul luogo di una preesistente edicola sacra. L'edificio, che si trova in stato di abbandono e degrado, venne ampliato nelle forme attuali nel corso del Settecento. |
|                  |         | Chiesa di San Lorenzo                                                                          | Citata XIV secolo, edificio odierno XVI secolo        | Mechel 46°20′59.28″N 11°01′06.63″E                                    | Citata a partire dal 1390, ma forse risalente già al XII secolo; l'edificio venne interamente ricostruito tra il 1508 e il 1520. |
|                  |         | Chiesa di Santa Lucia                                                                          | Citata XIV secolo, edificio odierno XVII secolo       | Caltron 46°22′22.01″N 11°01′40.04″E                                   | Citata per la prima volta nel 1328, venne ricostruita poco prima del 1672. |
|                  |         | Chiesa della Madonna della Neve                                                                | XX secolo                                             | Monte Peller, nei pressi di malga Clésera 46°19′12.13″N 10°56′13.14″E | Costruita nel 1912 e ristrutturata nel 1936, si trova a 1854 metri di quota. |
|                  |         | Chiesa di Santa Maria Assunta                                                                  | Citata XII secolo, edificio odierno XVI secolo        | Cles, via Guglielmo Marconi 46°21′52.3″N 11°02′09.6″E                 | Parrocchiale. Citata per la prima volta nel 1128, venne riedificata tra il 1507 e il 1523 per volontà di Bernardo Clesio; nel 1614 viene aggiunta la sagresia, mentre nel 1804 viene portato a termine il campanile. Tra il 1818 e il 1823 l'edificio viene ampliato con il prolungamento della navata e l'inserimento di due cappelle laterali. |
|                  |         | Chiesa di Santa Maria Assunta, o dell'Assunzione                                               | Fondata XII secolo, edificio odierno XVI secolo       | Mechel 46°20′56.6″N 11°01′03.1″E                                      | Parrocchiale. Edificata plausibilmente nel corso del XII secolo, la prima citazione risale al 1226. Venne demolita e ricostruita totalmente, perché in cattive condizioni, tra il 1579 e il 1586. L'edificio venne quindi ampliato nel 1849, e dotato di sagrestia nel 1857.                                                                     |
|                  |         | Chiesa di Santa Maria delle Grazie, o della Madonnina, o dei Santi Angeli, o dell'Ausiliatrice | XVII secolo                                           | Cles, via Fabio Filzi 46°21′57.56″N 11°01′59.18″E                     | Fatta costruire nel 1687-91 per volontà di don Giacomo Borghesi; nel 1851 venne incorporata all'interno di una struttura alberghiera. |
|                  |         | Chiesa di San Pietro                                                                           | Fondata XIII-XIV secolo, edificio odierno XVII secolo | Maiano 46°21′42.91″N 11°02′34.3″E                                     | Costruita tra il 1250 e il 1350, la prima citazione risale al 1467. Venne riedificata tra il 1649 e il 1665. |
|                  |         | Chiesa di San Rocco                                                                            | XIX secolo                                            | Cles, via Guglielmo Marconi 46°21′55.9″N 11°02′10.2″E                 | Costruita nel 1878-80, per sostituire la chiesa omonima distrutta da un incendio. |
|                  |         | Chiesa di San Tommaso                                                                          | XIII secolo                                           | Dres 46°22′16.5″N 11°02′02.2″E                                        | La chiesa, risalente probabilmente al Duecento, viene citata per la prima volta nel 1322; nel 1616 venne ingrandita verso ovest. |
|                  |         | Chiesa di San Vigilio                                                                          | XII secolo                                            | Pez 46°21′47.66″N 11°02′13.31″E                                       | Costruita nel corso del XII secolo, entro l'anno 1191 in cui viene citata per la prima volta; l'edificio subisce un ampliamento tra il 1640 e il 1699. |
|                  |         | Chiesa di San Vito                                                                             | XII secolo                                            | San Vito 46°21′49.69″N 11°00′59.88″E                                  | La chiesa, posta nelle adiacenze di Maso Conci in località San Vito alto, fu edificata nel XII secolo e ricostruita nel corso del Cinquecento. |
| Cappelle         |         |                                                                                                |                                                       |                                                                       | |
|                  |         | Cappella dell'Addolorata                                                                       | XX secolo                                             | Cles, via F. Filzi 46°22′10.94″N 11°01′49.07″E                        | Costruita nel 1909, ampliando un'edicola votiva eretta nel 1893. |
|                  |         | Cappella di Sant'Antonio                                                                       | XX secolo                                             | Località isolata sul monte di Cles 46°22′31.98″N 11°00′21.96″E        | Eretta nel 1936 al posto di una preesistente edicola votiva. |
|                  |         | Cappella della Santa Croce                                                                     | XIX secolo                                            | Cles, via Friena 46°21′34.54″N 11°02′19.65″E                          | Cappella cimiteriale, costruita nel 1894. |
|                  |         | Cappella di Maria Salus Infirmorum                                                             | XX secolo                                             | Cles, via Alcide Degasperi 46°21′42.84″N 11°01′58.08″E                | Cappella dell'ospedale nuovo di Cles, edificata nel 1983. |
|                  |         | Cappella di San Maurizio                                                                       | XX secolo                                             | Località Verdè 46°20′54.76″N 10°58′51.61″E                            | Costruita dal gruppo ANA di Cles nel 1970, in sole dodici giornate di lavoro. |
| Chiese scomparse |         |                                                                                                |                                                       |                                                                       | |
|                  |         | Chiesa di Sant'Ippolito                                                                        | Citata XIV secolo                                     | Mechel                                                                | Chiesa del castello di Sant'Ippolito presso Mechel, citata nel 1309. Il castello (e la chiesa con esso) venne distrutto nel 1407 durante una rivolta contadina. |
|                  |         | Chiesa di San Rocco                                                                            | XIV secolo                                            | Cles                                                                  | Costruita verso il 1350 presso l'antico ospedale di Cles e in origine dedicata alla Madonna; andò distrutta in un incendio doloso che rase al suolo l'intero ospedale nel 1824. |
|                  |         | Chiesa di San Valentino                                                                        | Citata XV secolo                                      | Località Moie                                                         | Documentata per la prima volta nel 1452, era forse molto più antica. Nel 1778 la decisione di adibirla a scuola venne respinta dalla popolazione; venne poi demolita nel 1818, e le sue pietre adoperate per allungare la parrocchiale. La zona, anticamente un prato, è ora coltivata a meleto.                                                 |

## Comune di Contà
| Esterno          | Interno | Nome                                                  | Periodo storico                                     | Ubicazione                                                      | Informazioni |
| ---------------- | ------- | ----------------------------------------------------- | --------------------------------------------------- | --------------------------------------------------------------- | --- |
|                  |         | Chiesa dei Santi Filippo e Giacomo                    | Citata XVI secolo, edificio odierno XIX secolo      | Terres, via San Giorgio 46°18′37.86″N 11°01′25.51″E             | Parrocchiale. Citata per la prima volta nel 1537; venne danneggiata da un incendio nel 1802 e, successivamente, l'intero edificio venne riedificato tra il 1828 e il 1830, poiché ritenuto piccolo e in cattive condizioni. Nel 1865 la nuova chiesa venne dotata di campanile. |
|                  |         | Chiesa di San Giorgio                                 | XII secolo                                          | Terres, via San Giorgio 46°18′38.63″N 11°01′26.14″E             | Costruita nella seconda metà del 1100, venne ampliata, ricostruendo in particolare l'abside, tra il 1450 e il 1472. Verso il 1542 venne rialzato il soffitto della navata. |
|                  |         | Chiesa di San Lorenzo                                 | XIII secolo                                         | Cunevo, via Stefano Cattani 46°17′07.4″N 11°02′08.1″E           | La prima citazione della chiesa è del 1327, ma una primo luogo di culto sul posto esisteva già forse nel Duecento. Tra il 1616 e il 1649 venne aggiunta una sagrestia, verso la metà del Settecento il campanile, e nel 1818 una seconda sagrestia. Con la costruzione della nuova curaziale, la sagrestia più vecchia venne demolita e, dal 1862, questa chiesa venne abbandonata e adibita a magazzino; venne poi sconsacrata e, durante la prima guerra mondiale, usata come magazzino militare, stalla e cucina da campo. Nel 1923 la chiesa venne restaurata e venne demolita anche l'altra sagrestia. |
|                  |         | Chiesa di Santa Maria Maddalena                       | Citata XIII secolo                                  | Cunevo, via alla Santa 46°16′35.95″N 11°02′01.86″E              | Chiesa incorporata nel monastero agostiniano di Santa Maria Coronata, citato dal 1264 e ora di proprietà del seminario maggiore arcivescovile di Trento. |
|                  |         | Chiesa della Natività di San Giovanni Battista        | Documentata XIII secolo, edificio odierno XV secolo | Flavon, via San Giovanni 46°17′56.94″N 11°01′55.02″E            | Parrocchiale. Una prima chiesa sul posto è attestata nel 1242; essa venne ricostruita tra il 1450 e il 1485, e nel 1676 vennero aggiunte due cappelle laterali. Nel corso dei secoli sono documentati molti altri lavori, principalmente di restauro, ristrutturazione e decorazione. |
|                  |         | Chiesa del Santissimo Redentore                       | XIX secolo                                          | Cunevo, piazza Santissimo Redentore 46°17′11.58″N 11°02′04.78″E | Parrocchiale. Eretta nel 1859-62 per accomodare l'accresciuta popolazione locale. |
| Cappelle         |         |                                                       |                                                     |                                                                 | |
|                  |         | Cappella di San Bartolomeo                            |                                                     | Maso San Bartolomeo 46°18′05.57″N 11°02′33.4″E                  | |
|                  |         |                                                       |                                                     | Flavon 46°17′54.72″N 11°02′03.43″E                              | Cappella cimiteriale. |
| Chiese scomparse |         |                                                       |                                                     |                                                                 | |
|                  |         | Chiesa (o cappella) di San Bartolomeo                 | Citata XVI secolo                                   | Presso il castello di Flavon                                    | Documentata nel 1537 e probabilmente cointestata a san Gottardo, era detta "nella villa Roncato" e poi "al Dos del castello Flavon" (il quale venne abbandonato nel Seicento); la chiesa è citata ancora nel 1742 (quando era già in rovina) e nel 1766. |
|                  |         | Cappella di San Daniele, o dei Santi Daniele e Andrea | Citata XIV secolo                                   | In un maso a ovest di Terres                                    | Citata per la prima volta nel 1309, nel 1593 venne acquisita dal seminario vescovile di Trento; documentata ancora nel 1742, è poi caduta in rovina. |
|                  |         | Chiesa (o cappella) di San Valentino                  | Citata XVI secolo                                   | Flavon                                                          | Attestata nel 1509, venne costruita dai conti Spaur e passò poi ai Firmian; è documentata fino al 1766, quand'era già in rovina. |

## Comune di Dambel
| Esterno  | Interno | Nome                           | Periodo storico | Ubicazione                                                    | Informazioni |
| -------- | ------- | ------------------------------ | --------------- | ------------------------------------------------------------- | --- |
|          |         | Chiesa dell'Addolorata         | XV secolo       | Dambel, via Saorì 46°24′08.96″N 11°05′39.43″E                 | Costruita nel corso del Quattrocento, viene citata per la prima volta nel 1491; venne poi ampliata verso il 1679. |
|          |         | Chiesa di Santa Maria Assunta  | XII-XIII secolo | Dambel, via Vittorio Emanuele III 46°24′23.52″N 11°05′27.39″E | Parrocchiale. Un primo edificio venne edificato tra il 1150 e il 1242, anno in cui è citata per la prima volta. Fra il 1433 e il 1520 venne costruito il presbiterio, e tra il 1537 e il 1570 venne eretto il campanile e allungata la navata. |
| Cappelle |         |                                |                 |                                                               | |
|          |         | Cappella di Sant'Antonio Abate | XVI secolo      | Dambel, via Crosara 46°24′19.29″N 11°05′34.24″E               | Costruita nel 1558-61, come ex voto per un'epidemia di peste del 1554. |

## Comune di Denno
| Esterno  | Interno | Nome                                 | Periodo storico                                 | Ubicazione                                                       | Informazioni |
| -------- | ------- | ------------------------------------ | ----------------------------------------------- | ---------------------------------------------------------------- | --- |
|          |         | Chiesa di Sant'Agnese                | Citata XIII secolo                              | Denno, via Castel Enno 46°16′31″N 11°03′09.37″E                  | Citata per la prima volta nel 1286, all'epoca era dedicata a Santa Maria; il cambio d'intitolazione in favore di sant'Agnese avvenne tra il 1478 e il 1492. |
|          |         | Chiesa dei Santi Gervasio e Protasio | Citata XIII secolo, edificio odierno XVI secolo | Denno, via Santi Gervasio e Protasio 46°16′27.93″N 11°02′58.31″E | Parrocchiale. Chiesa probabilmente molto antica, citata varie volte nel Duecento. L'edificio venne ricostruito partendo dal 1520, e il cantiere si chiuse solo nel 1542; da allora, la chiesa subì solo interventi marginali o non invasivi, con l'eccezione dell'aggiunta di una seconda sagrestia nel 1827, e del rifacimento del tetto e della metà superiore della facciata nel 1837-38. |
| Cappelle |         |                                      |                                                 |                                                                  | |
|          |         | Cappella di San Pietro               | XII-XIII secolo                                 | Denno, via Castel Enno 46°16′30.63″N 11°03′11.26″E               | Citata per la prima volta nel 1461, l'edificio è documentabile indietro fino al XII-XIII secolo. |

## Comune di Livo
| Esterno  | Interno | Nome                           | Periodo storico                                  | Ubicazione                           | Informazioni |
| -------- | ------- | ------------------------------ | ------------------------------------------------ | ------------------------------------ | --- |
|          |         | Chiesa di Sant'Antonio         | Citata XIV secolo, edificio odierno XVII secolo  | Preghena 46°24′35.17″N 11°00′44.49″E | Parrocchiale. Citata per la prima volta nel 1384; distrutta da un incendio, la struttura venne ricostruita nell'ultimo decennio del Quattrocento. La nuova chiesa venne ampliata nel 1531 con l'aggiunta di una loggia esterna, mentre nel Seicento venne inserita una cappella laterale. Nuovamente colpita da un incendio, la chiesa dovette essere riedificata nel 1692. Nel 1957-58, di questo terzo edificio venne abbattuta la facciata, sostituendola con un moderno avancorpo rettangolare. |
|          |         | Chiesa dell'Immacolata         | XII secolo                                       | Scanna 46°23′45.1″N 11°01′34″E       | Costruita forse nel corso del XII secolo, la chiesa venne rimaneggiata più volte nel Cinquecento e nel Seicento; l'aspetto attuale è dovuto ad un ampliamento del 1736. |
|          |         | Chiesa di San Martino          | Citata XIII secolo                               | Livo 46°24′20.77″N 11°01′08.1″E      | Citata per la prima volta nel 1209; è documentato un ampliamento nel 1610, seguito da un altro nel 1670 (che comportò l'allungamento della facciata di due campate, e quindi la ricostruzione della facciata). Nel 1850-55 la sagrestia venne abbattuta e ricostruita in altra posizione. |
|          |         | Chiesa della Natività di Maria | Fondata VI-X secolo, edificio odierno XIV secolo | Varollo 46°23′53.5″N 11°01′18.7″E    | Parrocchiale. Chiesa considerevolmente antica, collocabile nel suo primo nucleo ad un periodo compreso tra il VI e il X secolo, poi ampliata entro il Duecento; la prima citazione è del 1214. Dopo il 1309 la chiesa viene sostanzialmente ricostruita; al nuovo edificio viene aggiunta la loggia esterna (1516-1570), poi viene in parte ricostruito (1528-1537) e dotato di rosone (1604); tra il 1617 e il 1628 viene rifatta la sagrestia..                                                   |
| Cappelle |         |                                |                                                  |                                      | |
|          |         | Cappella della Santa Croce     | XX secolo                                        | Preghena 46°24′31.85″N 11°00′27.89″E | Cappella cimiteriale, costruita nel 1964. |

## Comune di Novella
| Esterno          | Interno | Nome                                   | Periodo storico                                 | Ubicazione                                                                  | Informazioni |
| ---------------- | ------- | -------------------------------------- | ----------------------------------------------- | --------------------------------------------------------------------------- | --- |
|                  |         | Chiesa dei Santi Andrea ed Egidio      | XIV-XV secolo                                   | Salobbi 46°27′12.06″N 11°06′34.03″E                                         | Attestata per la prima volta nel 1515, la chiesa risale probabilmente alla fine del Trecento o all'inizio del Quattrocento; nel 1682 venne rimaneggiata e rialzata la navata. |
|                  |         | Chiesa dei Santi Antonio Abate e Rocco | Documentata XVI secolo                          | Traversara 46°26′03.99″N 11°06′13.17″E                                      | Sicuramente esistente nel 1517, data a cui risalgono alcuni degli affreschi; la prima citazione è di vent'anni più tarda. La chiesa subì un ampliamento verso il 1618, e nel 1656 venne aggiunto il campanile. |
|                  |         | Chiesa (o eremo) di San Biagio         | Citata XV secolo                                | Località San Biagio 46°23′32.16″N 11°04′38.87″E                             | Complesso di edifici fondato a partire dal Duecento, con la chiesa principale di impianto quattrocentesco. Anticamente dedicato a san Lazzaro e forse avente funzioni di un lazzaretto, divenne poi chiesa eremitica. |
|                  |         | Chiesa dei Santi Fabiano e Sebastiano  | XIV secolo                                      | Brez (Rivo), via 4 Novembre 46°25′50.64″N 11°06′23.53″E                     | Una prima chiesa sul luogo sorse già probabilmente nel Trecento, ma è citata solo nel 1537. Venne notevolmente rimaneggiata verso il 1544, affiancata dal campanile nel 1713, e infine nel 1766 venne aggiunta una cappella laterale. |
|                  |         | Chiesa di San Floriano                 | Citata XIII secolo, edificio odierno XVI secolo | Arsio 46°25′39.78″N 11°05′59.86″E                                           | Antica chiesa pievana, citata già nel 1241; venne totalmente ricostruita tra il 1512 e il 1517. |
|                  |         | Chiesa della Madonna del Carmine       | Citata XIV secolo, edificio odierno XVII secolo | Revò, via 4 Novembre 46°23′25.83″N 11°03′31.7″E                             | Citata per la prima volta nel 1309, venne ricostruita nella prima metà del Seicento, e verso la fine del secolo venne ultimato il campanile. |
|                  |         | Chiesa di Santa Maria Assunta          | XIV secolo                                      | Cloz, strada statale del Tonale e della Mendola 46°25′00.04″N 11°05′04.53″E | Costruita probabilmente nel Trecento ma citata solo nel 1458. Venne ampliata nel 1616-17 e dotata di campanile nel 1688. |
|                  |         | Chiesa di Maria Ausiliatrice           | XX secolo                                       | Brez, via Silvio Lorenzoni 46°25′55.24″N 11°06′24.32″E                      | Parrocchiale. Costruita nel 1966. |
|                  |         | Chiesa di San Martino                  | Citata XVI secolo                               | Carnalez 46°26′30.6″N 11°06′05.2″E                                          | Citata nel 1537; nel 1694 venne aggiunto il piccolo campanile a vela. |
|                  |         | Chiesa dei Santi Maurizio e Compagni   | XVIII secolo                                    | Tregiovo 46°26′19.8″N 11°03′11.78″E                                         | Parrocchiale. Costruita nel 1788-99 per sostituire la precedente chiesa di San Maurizio, lontana dal centro abitato; nel 1909 venne ingrandita la sagrestia. |
|                  |         | Chiesa della Natività di Maria         | Citata XVI secolo                               | Arsio 46°25′41.01″N 11°05′39.43″E                                           | Citata nel 1537, venne dotata di campanile nel 1678. |
|                  |         | Chiesa di Santo Stefano                | Citata XII secolo, edificio odierno XX secolo   | Cloz, via Santo Stefano 46°25′11.34″N 11°05′14.83″E                         | Parrocchiale. Citata per la prima volta nel 1183, venne probabilmente riedificata nella prima metà del Quattrocento, e poi una seconda volta tra il 1575 e il 1579. Nel 1620 venne eretto il campanile, e nel 1893 venne aggiunta una cappella laterale. L'edificio venne ricostruito una terza volta nel 1940-42, riconvertendo parte della chiesa precedente in transetto della nuova struttura. |
|                  |         | Chiesa di Santo Stefano                | Citata XII secolo, edificio odierno XVI secolo  | Revò, via Jacopo Antonio Maffei 46°23′27.41″N 11°03′37.79″E                 | Parrocchiale. Esistente forse come chiesa pievana nel 1128, questo primo edificio sarebbe stato riedificato nel 1323; una seconda ricostruzione, che si protrasse lungamente, ebbe luogo tra il 1508 e il 1624.. |
|                  |         | Chiesa di San Valentino                | Citata XV secolo                                | Cagnò, via Pelrg Albere 46°23′40.68″N 11°02′25.56″E                         | Parrocchiale. Citata per la prima volta nel 1409; nel 1878-83 venne allungata di una campata, rifacendo quindi la facciata. |
|                  |         | Chiesa di San Vitale                   | Fondata XIV secolo, edificio odierno XIX secolo | Romallo, piazza Padre Agosti 46°23′47.21″N 11°03′58.78″E                    | Parrocchiale. Costruita probabilmente nel corso del Trecento, viene citata nel 1412; venne ampliata nel 1500-12, e poi ancora nel 1742-45. Venne gravemente danneggiata da un incendio che sostanzialmente distrusse il paese nel 1853; venne quindi ricostruita tra il 1855 e il 1859. |
| Cappelle         |         |                                        |                                                 |                                                                             | |
|                  |         | Cappella di Sant'Anna                  | Citata XVII secolo                              | Castel Sant'Anna 46°25′03.49″N 11°05′50.18″E                                | Situata all'interno della cinta muraria di Castel Sant'Anna, a cui da il nome; la prima citazione del luogo di culto è del 1685. |
|                  |         | Cappella del Crocifisso                | XX secolo                                       | Cloz 46°25′05.91″N 11°05′21.92″E                                            | Cappella cimiteriale, costruita nel 1930-40. |
|                  |         | Cappella del Crocifisso                | XX secolo                                       | Romallo 46°23′38.9″N 11°03′45.92″E                                          | Cappella cimiteriale, costruita nel 1956. |
|                  |         | Cappella di San Giovanni Battista      | XVIII secolo                                    | Brez, via Baron De Menghin 46°25′57.07″N 11°06′31.94″E                      | Cappella privata, incoporata all'interno di una casa; l'intero edificio venne costruito nel 1769 per volontà di don Giovanni Andrea Borzaga. |
|                  |         | Cappella della Madonna del Carmelo     | XX secolo                                       | Revò 46°23′39.47″N 11°03′01.14″E                                            | Costruita nel 1904. |
|                  |         | Cappella della Madonna di Pompei       | XIX secolo                                      | Cagnò, via Nazionale 46°23′30.87″N 11°02′42.87″E                            | Costruita nel 1893. |
|                  |         | Cappella della Vergine di Caravaggio   | XIX secolo                                      | Presso Romallo, lungo la strada per Cloz 46°24′07.75″N 11°04′15.86″E        | Costruita nel 1890 su iniziativa di don Giovanni Dominici, ampliando un'edicola eretta nel 1866 sempre per iniziativa del sacerdote; nel 1937 venne aggiunto il portico. |
|                  |         |                                        |                                                 | Cagnò 46°23′37.61″N 11°02′14.08″E                                           | Cappella cimiteriale. |
| Chiese scomparse |         |                                        |                                                 |                                                                             | |
|                  |         | Cappella di San Gallo                  | XV secolo                                       | Presso Cagnò 46°23′39.32″N 11°01′57.49″E                                    | Cappella annessa al romitorio dedicata al monaco irlandese San Gallo. Dell'edificio, abbandonato già nel XVIII secolo, restano alcuni ruderi. |
|                  |         | Chiesa di San Giovanni Battista        | Citata XVI secolo                               | Revò                                                                        | Chiesa molto antica, forse in origine pievana, documentata nel 1537; dotata di battistero, si trovava di fianco alla parrocchiale di Santo Stefano. Già diroccata nel 1695, venne in gran parte demolita; sopravvivono parti delle mura perimetrali, incorporate in un edificio privato. |
|                  |         | Chiesa di San Maurizio                 | XIV secolo                                      | Tregiovo 46°26′26.31″N 11°03′15.12″E                                        | Costruita sul colle sovrastante l'abitato sul finire del Trecento, ma viene citata solo nel 1695; nel 1788 venne demolita e sostituita dalla nuova chiesa dei Santi Maurizio e Compagni, risparmiando solo il campanile, tuttora funzionante. |
|                  |         | Chiesa di San Michele                  | Citata XVI secolo                               | Presso Brez                                                                 | Chiesa molto antica, consacrata nell'anno 1500, era posta sotto al paese di Brez, verso il torrente Novella; documentata fino al 1751, è in seguito scomparsa. |

## Comune di Predaia
| Esterno          | Interno | Nome                                                               | Periodo storico                                       | Ubicazione                                                        | Informazioni |
| ---------------- | ------- | ------------------------------------------------------------------ | ----------------------------------------------------- | ----------------------------------------------------------------- | --- |
|                  |         | Chiesa di Sant'Agnese                                              | XIX secolo                                            | Tres, via Monsignor Angelo Negri 46°19′15.6″N 11°05′40.6″E        | Parrocchiale. Costruita nel 1837-41 al posto di quella di San Rocco; il campanile venne eretto nel 1910. |
|                  |         | Chiesa di Sant'Agnese in Colle                                     | Citata XV secolo                                      | Tres, via Doss 46°19′07.9″N 11°05′32.64″E                         | Chiesa cimiteriale (già curaziale), documentata con certezza nel 1411, venne dotata di campanile e sagrestia nel corso del Cinquecento, mentre tra il 1640 e il 1648 venne aggiunta la cappella laterale. Venne danneggiata da un incendio nel 1795 e riparata entro il 1799; un secondo incendio, causato da un fulmine, colpì la struttura nel 1900.. |
|                  |         | Chiesa di Sant'Eusebio                                             | Citata XIII secolo, edificio odierno XVII secolo      | Torra, via di Sant'Eusebio 46°18′03.36″N 11°04′49.87″E            | Parrocchiale. Una prima pieve romanica, di cui sopravvive il campanile, esisteva nel Duecento, ed è citata nel 1295. L'edificio venne ricostruito nel 1618-24. |
|                  |         | Chiesa dei Santi Filippo e Giacomo                                 | XIII secolo                                           | Dermulo, via del Borgo 46°20′17.22″N 11°03′42.59″E                | Costruita nel corso del Duecento, venne dotata di campanile nel 1503; nel 1621 crollò la volta della navata, che venne ricostruita nel 1627, mentre nel 1847 dovette essere rifatto il tetto, distrutto da un incendio. È stata parrocchiale dal 1950 fino alla costruzione della nuova chiesa di Santa Giustina. |
|                  |         | Chiesa di Santa Giustina                                           | XX secolo                                             | Dermulo, via del Borgo 46°20′18.56″N 11°03′46.4″E                 | Parrocchiale. Costruita nel 1952-54. |
|                  |         | Chiesa della Madonna di Loreto                                     | XVIII secolo                                          | Presso Castel Bragher 46°19′46.13″N 11°04′56.62″E                 | Costruita nel 1723 e benedetta nel 1726. |
|                  |         | Chiesa della Madonna del Rosario                                   | Citata XIII secolo                                    | Taio, via Desiderio Reich 46°19′13.99″N 11°03′55.36″E             | Citata nel 1265, venne ampliata verso est, costruendo un nuovo presbiterio, e sopraelevata tra il 1500 e il 1537; nel 1643 venne ricostruita la sagrestia, nel 1649 venne fatto (o rifatto) il campanile, e nel 1657-58 venne aggiunta una cappella laterale. |
|                  |         | Chiesa della Madonna del Rosario                                   | Citata XIV secolo                                     | Vervò, piazza Chiesa 46°18′27.6″N 11°07′08.9″E                    | Parrocchiale. Citata nel 1327, venne ampliata sul finire del Quattrocento, e poi ancora tra il 1616 e il 1636. Tra il 1769 e il 1780 venne rialzato il campanile, e la chiesa viene nuovamente ampliata nel 1882-86. |
|                  |         | Chiesa (o cappella) della Madonna del Rosario, o di San Celestino  | XV secolo                                             | Castel Bragher 46°19′47.79″N 11°04′51.9″E                         | Incorporata in un'ala di Castel Bragher, eretta nel 1441; dal 1730 vi si conserva il corpo santo di un san Celestino estratto dalle catacombe di Roma, da cui l'intitolazione alternativa. |
|                  |         | Chiesa di San Marcello                                             | Documentata XIV secolo                                | Dardine, via San Marcello 46°17′12.36″N 11°04′56.24″E             | Parrocchiale. Sicuramente esistente nella seconda metà del Trecento, venne dotata di campanile nella prima metà del Cinquecento; tra il 1708 e il 1725 vennero aggiunte le cappelle laterali. |
|                  |         | Chiesa di San Marco                                                | Citata XVI secolo, edificio odierno XIX secolo        | Mollaro, piazza di San Marco 46°17′40.12″N 11°04′28.99″E          | Parrocchiale. Una prima cappella è documentata negli atti visitali del 1537; nel 1636 venne dotata di sagrestia, e tra il 1708 e il 1723 di campanile. L'intero edificio venne riedificato nel 1850-52. |
|                  |         | Chiesa di Santa Maria Assunta                                      | Citata XIII secolo, edificio odierno XVIII secolo     | Smarano, piazza don Lorenzo Dal Ponte 46°20′31.72″N 11°06′27.22″E | Parrocchiale. Antica chiesa pievana, attestata nel 1272. Venne distrutta da un incendio, e quindi riedificata, nel 1407; ciò accadde nuovamente nel 1759, a la ricostruzione terminò nel 1766. Nel 1868 la chiesa venne colpita per la terza volta da un incendio che imperversò in tutto il paese, e che devastò il tetto della chiesa e del campanile, riparati entro il 1869. Nel corso del Novecento sono documentati diversi lavori di ristrutturazione. |
|                  |         | Chiesa di San Martino                                              | Citata XIV secolo, edificio odierno XVI secolo        | Vervò, via San Martino 46°18′21.1″N 11°07′21.8″E                  | Chiesa cimiteriale, citata nel 1389, venne ricostruita nella prima metà del Cinquecento, probabilmente entro il 1539. Nel 1672 vennero aggiunte due cappelle laterali nella navata. |
|                  |         | Chiesa di San Michele                                              | Citata XVI secolo                                     | Priò, via Chiesa 46°17′20.54″N 11°05′38.81″E                      | Parrocchiale. Citata per la prima volta nel 1537; nel 1748 venne costruito il campanile, mentre nel 1910 vennero aggiunte le cappelle laterali. |
|                  |         | Chiesa di San Michele                                              | XVI secolo                                            | Località San Romedio 46°22′08.45″N 11°06′22.97″E                  | Parte del complesso del santuario di San Romedio, al quale venne aggiunta nel 1514. |
|                  |         | Chiesa della Natività di Maria                                     | Citata XIV sercolo, edificio odierno XV secolo        | Segno, via dei Cini 46°18′21.7″N 11°04′29.6″E                     | Parrocchiale. Citata per la prima volta nel 1327, venne ricostruita entro il 1483 e ristrutturata o ampliata nel 1548; nel 1582 venne aggiunto il campanile, e nel 1791-98 l'edificio venne ulteriormente ampliato, ribaltandone l'orientamento e costruendo una nuova abside. |
|                  |         | Chiesa del Ritrovamento della Croce, o dell'Invenzione della Croce | Documentata XIII secolo, edificio odierno XVII secolo | Coredo, via al Castello 46°20′50.9″N 11°05′35.37″E                | Antica chiesa pievana dedicata a Santa Maria (poi Santa Maria Assunta), documentabile circa fino al 1250; la prima menzione scritta dell'edificio è del 1348. Nel 1468 venne ricostruita; il nuovo fabbricato venne danneggiato da un incendio verso il 1510, e poi di nuovo nel 1611, dopo il quale venne almeno in parte ricostruito. Dalla metà del Seicento comincia ad essere attestata la dedicazione al Ritrovamento della Croce, che sostituisce totalmente la dedicazione mariana a partire dalla fine del Settecento. Nel 1711-24 la chiesa venne ampliata e dotata di sei cappelle laterali; nel 1948, costruita la nuova chiesa omonima in centro al paese, questa venne riconvertita in cimiteriale. |
|                  |         | Chiesa del Ritrovamento della Croce                                | XX secolo                                             | Coredo, piazza Santa Croce 46°20′54.23″N 11°05′24.12″E            | Parrocchiale, costruita nel 1943-48 in sostituzione dell'antica chiesa pievana omonima. |
|                  |         | Chiesa di San Rocco                                                | Citata XVI secolo                                     | Tuenetto, via di San Rocco 46°17′45.25″N 11°04′53.4″E             | Citata nel 1579; nel 1742 venne munita di campanile, e nel 1765-68 venne ampliata costruendo una nuova abside; nel 1912 venne infine aggiunta la sagrestia. |
|                  |         | Santuario di San Romedio                                           | XI secolo                                             | Località San Romedio 46°22′07.86″N 11°06′23.56″E                  | Il primo nucleo del santuario sorse tra l'anno 1000 e l'anno 1090; vari lavori e ampliamenti sono documentati nei secoli successivi, portando il luogo sacro al suo aspetto attuale. |
|                  |         | Chiesa di San Sigismondo                                           | Citata XVI secolo                                     | Vion 46°18′28.88″N 11°04′49.58″E                                  | Una prima cappella è citata nel 1537; nel 1697 venne dotata di sagrestia, e nel 1750-53 di campanile. |
|                  |         | Chiesa di San Sisto II                                             | Citata XIV secolo, edificio odierno XIX secolo        | Tavon, via di San Sisto 46°21′48.34″N 11°05′42.64″E               | Parrocchiale. Citata per la prima volta nel 1344 e allora dedicata a san Zenone, venne probabilmente ricostruita verso il 1480; nel 1687 l'edificio venne reintitolato a san Sisto II. Tra il 1766 e il 1779 venne eretto il campanile, dopodiché, nel 1850-52, la chiesa venne demolita e ricostruita poiché troppo piccola. |
|                  |         | Chiesa di San Vittore                                              | Citata XIII secolo                                    | Taio, piazza di San Vittore 46°19′15.85″N 11°04′00.15″E           | Parrocchiale. Antica chiesa pievana, citata per la prima volta nel 1272; tra il 1526 e il 1537 venne eretto il campanile, mentre nel 1710-15 venne inserita la cupola e l'abside venne rifatta nel 1755-60. La volta della navata crollò nel 1829, e l'edificio venne abbandonato fino alla completa ricostruzione della navata nel 1845-48. |
| Cappelle         |         |                                                                    |                                                       |                                                                   | |
|                  |         | Cappella dell'Addolorata                                           | XX secolo                                             | Località San Romedio 46°22′08.1″N 11°06′23.17″E                   | Cappella facente parte del complesso del santuario di San Romedio, al quale venne aggiunta nel 1918, alla fine della prima guerra mondiale. |
|                  |         | Cappella di Sant'Antonio                                           | XIX secolo                                            | Presso Castel Bragher 46°19′44.93″N 11°04′57.84″E                 | Cappella con il sepolcro dei conti Bragher, costruita nel 1881-82. |
|                  |         | Cappella del Crocifisso                                            | XIX secolo                                            | Taio, via del Cimitero 46°19′32.27″N 11°03′53.96″E                | Cappella cimiteriale, costruita nel 1881-82. |
|                  |         | Cappella dei Santi Fabiano e Sebastiano                            | XV secolo                                             | Vervò, via San Martino 46°18′21.8″N 11°07′21.49″E                 | Fatta costruire nel 1476 da alcuni privati. |
|                  |         | Cappella della Madonna Addolorata                                  | XIX secolo                                            | Coredo, via Vaiaren 46°20′49.37″N 11°05′27.36″E                   | Costruita nel 1862 dai fratelli Giuseppe, Francesco e Pietro Sicher (tutti e tre sacerdoti). |
|                  |         | Cappella del Sepolcro                                              | XVIII secolo                                          | Vervò, via San Martino 46°18′21.51″N 11°07′20.91″E                | Costruita probabilmente nel 1744 come punto terminale di una via Crucis. |
|                  |         | Cappella di San Giorgio, o dei Santi Giorgio e Romedio             | XV secolo                                             | Località San Romedio 46°22′08.21″N 11°06′23.12″E                  | Cappella facente parte del complesso del santuario di San Romedio, al quale venne aggiunta nel 1487 su commissione di Giorgio di Castel Cles; nel 1770 l'edificio ospitante la cappella venne rialzato di un piano. |
|                  |         |                                                                    |                                                       | Segno, via Villa 46°18′31.68″N 11°04′27.3″E                       | Cappella cimiteriale. |
| Chiese scomparse |         |                                                                    |                                                       |                                                                   | |
|                  |         | Chiesa dei Santi Cipriano e Giustina, o eremo di Santa Giustina    | Citata nel 1537                                       | Località Crós presso Dermulo 46°20′26.83″N 11°03′31.68″E          | L'edificio, in rovina, fa parte dell'eremo di Santa Giustina, situato a valle dell'omonima diga sul lato sinistro del fiume Noce. |
|                  |         | Chiesa di San Pietro                                               | Citata XIV secolo                                     | Località Palù presso Tavon                                        | Citata già nel 1348, verso la metà del Seicento era in pessimo stato e cadde in rovina; venne rinnovata nel 1708 dal romito Pietro Federici, che vi costruì accanto anche un romitorio, e per alcuni decenni rimase in uso come chiesa eremitica; soppresso il romitorio per i decreti giuseppini, la chiesa andò nuovamente in rovina e di essa non resta più nulla. |
|                  |         | Chiesa di San Rocco                                                | XVI secolo                                            | Tres                                                              | Attestata nel 1515, demolita nel 1840 per far posto alla nuova parrocchiale di Sant'Agnese. |
|                  |         | Cappella di San Vigilio                                            | Citata XIV secolo                                     | Castel Coredo 46°20′52.3″N 11°05′37.4″E                           | Cappella di Castel Coredo, documentata dal XIV secolo; il maniero venne totalmente distrutto da un incendio nel 1611 (e poi ricostruito). |

## Comune di Romeno
| Esterno          | Interno | Nome                                                       | Periodo storico                                   | Ubicazione                                                    | Informazioni |
| ---------------- | ------- | ---------------------------------------------------------- | ------------------------------------------------- | ------------------------------------------------------------- | --- |
|                  |         | Chiesa di Sant'Antonio Abate                               | XIV secolo                                        | Romeno, piazza Aldo Moro 46°23′45.1″N 11°07′20.68″E           | Un primo luogo di culto sorse nel corso del Trecento, e venne ampliato entro il 1579, data della prima citazione della chiesa. |
|                  |         | Chiesa di San Bartolomeo, o dei Santi Tommaso e Bartolomeo | VIII-X secolo                                     | Romeno, via di San Bartolomeo 46°23′38.69″N 11°06′32.44″E     | Un primo luogo di culto venne costruito sul posto forse tra il VIII e il X secolo, e venne ampliato nel corso del XII secolo; la prima citazione scritta è del 1191, e all'inizio del XIII secolo venne costruito presso la chiesa uno xenodochio, abbandonato verso l'inizio del Cinquecento. Contestualmente anche la chiesa cadde in uno stato di degrado, venendo restaurata tra il 1579 e il 1605. Verso la metà del Settecento era di nuovo degradata, e nel 1825 i proprietari demolirono la metà anteriore dell'edificio. Dopo ciò sono documentati diversi interventi di restauro. |
|                  |         | Chiesa di San Biagio                                       | XV secolo                                         | Salter, via di San Biagio 46°22′38.22″N 11°06′21.84″E         | Parrocchiale. Costruita nella seconda metà del Quattrocento, viene citata per la prima volta nel 1537. Tra il 1695 e il 1715 venne in parte rifatto il campanile, e nel 1783 venne costruita la sagrestia. |
|                  |         | Chiesa di Santa Maria Assunta                              | Fondata XII secolo, edificio odierno XVIII secolo | Romeno, piazza Padre Luigi Graiff 46°23′36.67″N 11°07′15.06″E | Parrocchiale. Citata per la prima volta direttamente nel 1213, l'edificio venne eretto forse nel corso del XII secolo; tra il 1773 e il 1786 venne ricostruita poiché degradata. |
|                  |         | Chiesa di Santo Stefano                                    | XIV secolo                                        | Malgolo, via di Santo Stefano 46°22′45.3″N 11°05′23.27″E      | Parrocchiale. Venne costruita nella prima metà del Trecento, ed ampliata verso il 1542; nel 1913 viene ulteriormente ampliata con l'ingrandimento della navata. |
| Cappelle         |         |                                                            |                                                   |                                                               | |
|                  |         |                                                            |                                                   | Romeno, piazza Aldo Moro 46°23′43.5″N 11°07′22.92″E           | Cappella cimiteriale. |
| Chiese scomparse |         |                                                            |                                                   |                                                               | |
|                  |         | Chiesa di San Cristoforo                                   | Citata XIII secolo                                | Salter                                                        | Chiesa antichissima, documentata nel 1272, era situata in una spianata a nord del paese. Risultava diroccata già nel 1579; riparata, tornò in rovina entro il 1710, e nel 1865 venne totalmente demolita. |

## Comune di Ronzone
| Esterno  | Interno | Nome                              | Periodo storico                                        | Ubicazione                                                 | Informazioni |
| -------- | ------- | --------------------------------- | ------------------------------------------------------ | ---------------------------------------------------------- | --- |
|          |         | Chiesa di Sant'Antonio            | Fondata XIII-XIV secolo, edificio odierno XVIII secolo | Ronzone, via Sant'Antonio 46°25′21.86″N 11°08′45.93″E      | Costruita tra la seconda metà del Duecento e il 1363, anno in cui è citata per la prima volta; venne riedificata tra il 1530 e il 1534; nel 1535 risultava intitolata a san Zenone, mentre nel 1695 era dedicata all'Immacolata. Venne ricostruita nuovamente tra il 1729 e il 1742 e, nel 1951, con la costruzione della nuova chiesa parrocchiale, viene ridedicata a sant'Antonio di Padova. |
|          |         | Chiesa dell'Immacolata            | XX secolo                                              | Ronzone, via Bernardo Clesio 46°25′23.26″N 11°08′51.42″E   | Parrocchiale, costruita nel 1948-50; il campanile venne eretto nel 1953. |
| Cappelle |         |                                   |                                                        |                                                            | |
|          |         | Cappella del Cristo alla Colonna  | XIX secolo                                             | Ronzone, piazza Damiano Chiesa 46°25′21.69″N 11°08′49.12″E | Costruita nel 1868; secondo la tradizione, venne eretta da un tal Rocco Inama per espiare l'uccisione di suo fratello Floriano, avvenuta otto anni prima. |
|          |         | Cappella della Madonna di Lourdes | XIX secolo                                             | Ronzone, via Sant'Antonio 46°25′21.44″N 11°08′45.89″E      | Costruita nel 1895 dai coniugi Giacomo e Anna Covi, come ex voto per una grazia ricevuta dalla Vergine Maria. |

## Comune di Ruffré-Mendola
| Esterno  | Interno | Nome                                                | Periodo storico | Ubicazione                                      | Informazioni |
| -------- | ------- | --------------------------------------------------- | --------------- | ----------------------------------------------- | --- |
|          |         | Chiesa di Sant'Antonio                              | XIV secolo      | Ruffré, maso Costa 46°24′52.42″N 11°10′30.81″E  | Parrocchiale. Costruita probabilmente nella seconda metà del Trecento, viene citata per la prima volta nel 1403, e viene dotata di campanile nel 1456. Nel 1743 viene ampliata allungando la navata verso ovest, e tra il 1878 e il 1885 la navata stessa viene interamente ricostruita. |
| Cappelle |         |                                                     |                 |                                                 | |
|          |         | Cappella della Madonna di Pompei                    | XX secolo       | Penegal 46°26′15.02″N 11°12′57.7″E              | Di pertinenza del PanoramaHotel Penegal, eretta nel 1900 e benedetta il 10 settembre di quell'anno. |
|          |         | Cappella di Santa Maria Assunta, o dell'Assunzione  | XX secolo       | Villini dell'Alpe 46°25′09.98″N 11°11′17.3″E    | Chiesetta di pertinenza della vicina Villa Salvadori, costruita nel 1898 per volontà del proprietario, il barone Isidoro de Salvadori, e benedetta l'anno seguente. |
|          |         | Cappella della Beata Vergine Maria, o della Madonna | XIX secolo      | Passo della Mendola 46°25′07.32″N 11°12′08.18″E | Costruita nel 1884 nelle pertinenze dell'Hotel Mendelhof per far fronte all'accresciuto numero di turisti. |

## Comune di Rumo
| Esterno  | Interno | Nome                                                         | Periodo storico                                | Ubicazione                                 | Informazioni |
| -------- | ------- | ------------------------------------------------------------ | ---------------------------------------------- | ------------------------------------------ | --- |
|          |         | Chiesa della Conversione di San Paolo                        | Citata XIII secolo, edificio odierno XV secolo | Marcena 46°26′25.83″N 11°01′05.33″E        | Parrocchiale. Citata per la prima volta nel 1232, venne ampliata tra il 1339 e il 1350; nel 1410-13 la chiesa venne rimaneggiata in forme tardo-gotiche, per poi essere del tutto ricostruita tra il 1495 e il 1514. Nel 1766 è documentato un innalzamento del campanile, mentre nel 1861 vengono portati avanti lavori di ampliamento dell'edificio. |
|          |         | Chiesa di San Lorenzo                                        | Citata XV secolo, edificio odierno XVI secolo  | Mione 46°26′08.04″N 11°01′45.04″E          | Citata per la prima volta nel 1410, venne in parte distrutta da una frana nel 1506 ed entro il 1529 venne ricostruita. Sono documentati ampliamenti nel 1763, nel 1828, nel 1870 (con l'aggiunta di una cappella laterale) e nel 1919, mentre nel 1936-39 venne rimaneggiato il campanile.                                                             |
|          |         | Chiesa della Natività di Maria, o di Santa Maria Bambina     | XX secolo                                      | Mocenigo 46°27′07.98″N 11°00′40.6″E        | Costruita nel 1910. |
|          |         | Chiesa di Sant'Udalrico                                      | Citata XIV secolo                              | Corte Inferiore 46°26′21.34″N 11°02′00.7″E | Citata per la prima volta nel 1327, la fondazione della chiesa sarebbe antecedente al Trecento; venne ampliata all'inizio del Cinquecento, e nel Seicento venne aggiunta la sagrestia, poi ingrandita nel 1763-65. |
|          |         | Chiesa di San Vigilio                                        | XIV secolo                                     | Lanza 46°27′15.36″N 11°00′37.97″E          | Parrocchiale. Una cappella venne costruita sul luogo già nel Trecento, ampliata nel 1526-27 con la costruzione dell'abside e delle prime due campate dell'odierna navata; altre due campate vennero aggiunte nel 1861-64. |
| Cappelle |         |                                                              |                                                |                                            | |
|          |         | Cappella di Santa Maria Addolorata, o della Madonna del Dito | XVIII secolo                                   | Marcena 46°26′29.32″N 11°00′56.37″E        | Costruita nel 1744 per volontà di tal Giovanni Battista Pontara. |
|          |         |                                                              |                                                | Marcena 46°26′23.71″N 11°01′07.89″E        | Cappella cimiteriale. |
|          |         |                                                              |                                                | Mocenigo 46°27′09.73″N 11°00′36.43″E       | Cappella cimiteriale. |

## Comune di Sanzeno
| Esterno          | Interno | Nome                                                                           | Periodo storico                                    | Ubicazione                                       | Informazioni |
| ---------------- | ------- | ------------------------------------------------------------------------------ | -------------------------------------------------- | ------------------------------------------------ | --- |
|                  |         | Chiesa di Sant'Alessandro                                                      | XIV secolo                                         | Sanzeno 46°21′57.85″N 11°04′28.92″E              | Citata per la prima volta nel 1537, secondo la tradizione la chiesa risale al Trecento, ed è sorta sul luogo in cui già un'altra venne costruita dai santi Sisinnio, Martirio e Alessandro nel IV secolo. Da allora non sono documentati interventi significativi, escluso un restauro piuttosto invasivo della fine dell'Ottocento.                                                                                               |
|                  |         | Chiesa di Sant'Antonio                                                         | Fondata XIV secolo, edificio odierno XVI secolo    | Banco 46°22′27.25″N 11°04′05.52″E                | Parrocchiale. Fondata probabilmente nel Trecento, viene citata per la prima volta nel 1376; questa prima struttura venne quasi del tutto ricostruita nel 1537-79, a seguito di un incendio. Restaurata a fine Ottocento, venne ampliata nel 1922 con l'allungamento della navata. |
|                  |         | Chiesa di Santa Maria, o della Madonna del Rosario                             | XI-XII secolo                                      | Sanzeno 46°21′55.73″N 11°04′31.16″E              | Costruita nell'XI o nel XII secolo, intorno al 1235 venne affiancata da uno xenodochio dedicato a santa Marta gestito dai monaci agostiniani, poi abbandonato sul finire del Duecento. Caduta in degrado, venne ampliata e rinnovata intorno al 1553; nel 1747-52 venne poi rialzato il campanile. |
|                  |         | Chiesa dei Santi Pietro e Paolo                                                | XIII secolo                                        | Casez 46°22′31.43″N 11°04′26.78″E                | Parrocchiale. Eretta probabilmente nella prima metà del Duecento, viene citata per la prima volta nel 1264; non sono documentati interventi significativi sulla struttura (un ampliamento nel 1842-43 è incerto). |
|                  |         | Chiesa dei Santi Sisinnio, Martirio e Alessandro, o basilica dei Santi Martiri | Fondata VIII-IX secolo, edificio odierno XV secolo | Sanzeno 46°21′50.52″N 11°04′18.88″E              | Parrocchiale, nonché basilica minore, costruita sul presunto luogo del martirio dei santi Sisinnio, Martirio e Alessandro. Un primo luogo di culto sorse già forse tra l'VIII e il IX secolo, e venne ricostruito entro il 1272. Una nuova, lunga opera di ricostruzione ebbe luogo tra il 1472 e il 1542 circa, portando l'edificio alle forme attuali. Nel 1846 la sagrestia venne demolita e ricostruita con lo stesso aspetto. |
|                  |         | Chiesa di San Valentino                                                        | XV secolo                                          | Banco, località Piano 46°22′11.6″N 11°04′19.36″E | Chiesa cimiteriale, costruita nel corso del Quattrocento ma citata per la prima volta solo nel 1537, in origine era dedicata ai santi Fabiano e Sebastiano. |
| Chiese scomparse |         |                                                                                |                                                    |                                                  | |
|                  |         | Chiesa di San Crisogono, o di San Gregorio                                     | Citata XVI secolo                                  | Borz                                             | Documentata nel 1537, con intitolazione a san Crisogono, sostituito da san Gregorio nel 1695; fornita di via Crucis nel 1793, cadde in disuso poco tempo dopo, tanto che nel 1838 era già in rovina. |
|                  |         | Cappella di Santa Maria Maddalena                                              | V-VI secolo                                        | Presso Sanzeno                                   | Probabilmente molto antica, databile tramite alcuni reperti al V-VI secolo, venne poi distrutta; al suo posto sorse ad un certo punto un'edicola votiva, a sua volta demolita nel 1877. |

## Comune di Sarnonico
| Esterno | Interno | Nome                                               | Periodo storico                                      | Ubicazione                                              | Informazioni |
| ------- | ------- | -------------------------------------------------- | ---------------------------------------------------- | ------------------------------------------------------- | --- |
|         |         | Chiesa di San Giorgio, o di San Gregorio           | Fondata XIII-XIV secolo, edificio odierno XVI secolo | Seio 46°25′08.3″N 11°07′36.3″E                          | Fondata tra il Duecento e il Trecento, viene citata per la prima volta nel 1387, anno in cui venne restaurata o ricostruita; un'altra riedificazione si ebbe nel 1550-58, portandola alle forme attuali. Il campanile venne poi eretto nel 1773. |
|         |         | Chiesa di San Lorenzo                              | Fondata XI secolo, edificio odierno XIV secolo       | Sarnonico, via San Lorenzo 46°25′10.17″N 11°08′17.57″E  | Parrocchiale. Antica chiesa pievana costruita nell'XI secolo, entro l'anno 1184 in cui è menzionata per la prima volta. Venne ricostruita nel corso del Trecento, e ampliata nelle forme attuali nel 1783. Il campanile, crollato perché vecchio e instabile nel 1800, venne riedificato nel 1808. Dopo ciò sono documentate varie opere di restauro. |
|         |         | Chiesa della Beata Maria Vergine, o di Santa Maria | Fondata XII secolo, edificio odierno XVI secolo      | Sarnonico, piazza Santa Maria 46°25′06.8″N 11°08′27.8″E | Costruita forse nella seconda metà del XII secolo, viene citata per la prima volta nel 1228; venne ampliata nella seconda metà del Trecento, e poi in gran parte ricostruita tra il 1530 e il 1558. |

## Comune di Sfruz
| Esterno | Interno | Nome                 | Periodo storico                                  | Ubicazione                                                 | Informazioni |
| ------- | ------- | -------------------- | ------------------------------------------------ | ---------------------------------------------------------- | --- |
|         |         | Chiesa di Sant'Agata | Citata XVI secolo, edificio odierno XVIII secolo | Sfruz, piazza Alcide Degasperi 46°20′14.61″N 11°06′56.01″E | Parrocchiale. Citata come cappella nel 1537, venne ricostruita nel secondo quarto del Settecento. Nel 1965 venne aggiunta una navata minore. |

## Comune di Sporminore
| Esterno          | Interno | Nome                                                                     | Periodo storico   | Ubicazione                                             | Informazioni |
| ---------------- | ------- | ------------------------------------------------------------------------ | ----------------- | ------------------------------------------------------ | --- |
|                  |         | Chiesa di Santa Maria Addolorata, o della Beata Vergine Maria Addolorata | Citata XV secolo  | Sporminore 46°14′12.74″N 11°02′00.02″E                 | Oggi chiesa cimiteriale; citata per la prima volta nel 1468, venne rifatta nelle forme attuali nel 1605. Caduta in abbandono dopo la costruzione della nuova parrocchiale omonima a fine Ottocento, è stata restaurata negli anni 1970-80.                               |
|                  |         | Chiesa dell'Addolorata                                                   | XIX secolo        | Sporminore, piazza Anaunia 46°14′14.54″N 11°01′50.86″E | Parrocchiale. Costruita nel 1874-79 per sostituire l'antica chiesa omonima ormai divenuta piccola. |
| Chiese scomparse |         |                                                                          |                   |                                                        | |
|                  |         | Cappella di Sant'Anna                                                    | XIII secolo       | Castel Sporo 46°13′40.93″N 11°01′41.55″E               | Cappella di Castel Sporo (detto anche Castello di Sant'Anna per via della cappella a essa dedicata), andata in rovina assieme al forte. |
|                  |         | Chiesetta di San Bartolomeo                                              | Citata XVI secolo | Sporminore 46°14′02.43″N 11°01′53.28″E                 | Citata per la prima volta nel 1537. Dal 1701 è documentata la sua custodia ad opera di eremiti; soppressi i romitaggi per via delle disposizioni giuseppine, la chiesa venne abbandonata e cadde in rovina; il fabbricato venne poi reimpiegato come abitazione privata. |

## Comune di Ton
| Esterno          | Interno | Nome                                                           | Periodo storico                                  | Ubicazione                                                   | Informazioni |
| ---------------- | ------- | -------------------------------------------------------------- | ------------------------------------------------ | ------------------------------------------------------------ | --- |
|                  |         | Chiesa dei Santi Fabiano e Sebastiano                          | Citata XVI secolo, edificio odierno XVIII secolo | Masi di Vigo, via Tor di Visione 46°14′44.08″N 11°04′04.28″E | Citata per la prima volta in atti visitali del 1579, venne ampliata e dotata di torre campanaria dopo il 1655, e poi ricostruita verso il 1742. La nuova struttura venne ulteriormente ampliata tra il 1896 e il 1930, realizzando tra l'altro la cappella laterale. |
|                  |         | Chiesa di Santa Maria Assunta                                  | Citata XIII secolo, edificio odierno XVI secolo  | Vigo di Ton, via Roma 46°15′49.68″N 11°05′09.93″E            | Parrocchiale. Citata come chiesa pievana nel 1233, venne ricostruita nel 1531-49 e ulteriormente ampliata nel 1718-35 ricostruendo la zona absidale e presbiteriale e aggiungendo una campata alla navata. |
|                  |         | Chiesa (o cappella) di San Martino                             | XV secolo                                        | Presso Castel Thun 46°16′31.08″N 11°05′20.7″E                | Costruita presumibilmente nel 1422, anno in cui lo stesso Castel Thun venne riedificato. La chiesa subì periodi di fortuna molto alternata: nel 1579 si trovava in stato d'abbandono, e venne quindi fatta restaurare; riconsacrata nel 1619, nel 1710 era nuovamente trascurata. Venne di nuovo sistemata entro il 1742, ma i resoconti di inizio Novecento la trovano di nuovo in stato di grave degrado; l'ultimo restauro è del 1963-64, per volontà del conte Zdenko Thun. |
|                  |         | Chiesa di San Nicolò                                           | Citata XVI secolo                                | Toss, via Giuseppe Verdi 46°16′35.07″N 11°04′52.25″E         | Parrocchiale. Citata per la prima volta nel 1537, venne ampliata nel 1562-84. Nel 1715 venne rialzato il campanile, poi l'edificio fu ancora ampliato nel 1769-73. Dopo ciò sono documentati vari lavori di restauro. |
|                  |         | Chiesa di San Vigilio                                          | Citata XIV secolo                                | Vigo di Ton, via al Doss 46°15′56.23″N 11°05′12.66″E         | Documentata in atti notarili del 1382. Nel 1539 era gravemente degradata; venne riparata entro il 1695, ma le visite pastoriali del Settecento e dell'Ottocento la trovarono nuovamente in stato d'abbandono, e si minacciò anche di farla abbattere se non fosse stata riparata. Un primo restauro avvenne nel 1853, seguito da un altro nel 1902-03. |
| Cappelle         |         |                                                                |                                                  |                                                              | |
|                  |         | Cappella dell'Addolorata                                       | XIX secolo                                       | Vigo di Ton, via Roma 46°15′48.72″N 11°05′11.12″E            | Cappella cimiteriale, fatta costruire nel 1849 dal parroco pro-tempore don Gosetti per ospitare le spoglie dei sacerdoti di Vigo; fu proprio lui il primo ad esservi sepolto durante l'epidemia di colera del 1855. |
|                  |         | Cappella di San Giovanni Nepomuceno                            | XVIII secolo                                     | Presso Castel Thun 46°16′20.89″N 11°05′27.46″E               | Fondata, secondo la tradizione, nel 1766, contiene le tombe degli ultimi conti Thun. |
|                  |         | Cappella della Madonna, o capitello della Madonna delle Grazie | XX secolo                                        | Masi di Vigo, via Santa Maria 46°14′54.73″N 11°04′08.25″E    | Costruita nel 1903 da un tal Giovanni Mattuella, come ex voto per essere sopravvissuto a un incidente in quel luogo. |
|                  |         | Cappella (o capitello) della Madonna delle Grazie              | XVIII secolo                                     | Vigo di Ton, via Castel Thun 46°15′57.29″N 11°05′07.91″E     | Costruita nel 1791, forse a tardivo scioglimento di un voto fatto in occasione di un'epidemia di peste nera nel 1695. |
|                  |         | Cappella (o capitello) del Sacro Cuore di Gesù                 | XX secolo                                        | Lungo la SP 124 46°15′44.81″N 11°05′15.49″E                  | Costruita verso il 1914, la prima struttura venne abbattuta per realizzare una strada; quella attuale è del 1964, restaurata quattro anni dopo per rimediare ai danni di un cedimento del terreno. |
| Chiese scomparse |         |                                                                |                                                  |                                                              | |
|                  |         | Chiesa di San Cristoforo                                       | Citata XIII secolo                               | Presso la località Rocchetta                                 | Chiesa probabilmente molto antica, annessa ad un ospizio per viandanti situato nella zona della Rocchetta. L'ospizio esisteva già sicuramente nel 1150, anno in cui venne distrutto da una frana e quindi ricostruito, ma la prima citazione documentale della chiesa è del 1271; l'edificio venne ricostruito in posizione differente nel 1470, ma di esso non resta alcuna traccia.                                                                                           |
|                  |         | Chiesa di Santa Margherita                                     | Tra il XII e il XIII secolo                      | Castelletto 46°14′22.45″N 11°03′39.95″E                      | Una chiesetta esisteva sul luogo forse già nel XIV secolo, incorporata nella torre del castel Tono che vi sorgeva; la chiesa è documentata varie volte nei secoli successivi, ma dopo i primi decenni del Settecento cadde progressivamente in abbandono; rinnovata a metà Ottocento, era di nuovo degradata nel 1885, e cadde definitivamente in rovina. |
|                  |         | Chiesa (o cappella) di San Pietro                              | Tra il XII e il XIII secolo                      | Castel San Pietro 46°16′09.17″N 11°06′44.13″E                | Cappella di Castel San Pietro; essa risultava in stato di grave degrado durante il XVII secolo, ma a partire dal 1742 venne recuperata e restaurata, e veniva officiata addirittura sei volte all'anno. Rimase in uso fino alla fine dell'Ottocento, dopodiché tornò ad essere abbandonata e cadde in rovina. Di essa restano visibili le fondamenta dell'abside, che ha un diametro di circa tre metri.                                                                        |

## Comune di Ville d'Anaunia
| Esterno          | Interno | Nome                                   | Periodo storico                                     | Ubicazione                                                                               | Informazioni |
| ---------------- | ------- | -------------------------------------- | --------------------------------------------------- | ---------------------------------------------------------------------------------------- | --- |
|                  |         | Chiesa di Sant'Antonio                 | Citata XVI secolo, edificio odierno XIX secolo      | Rallo, piazza dei Cristiani 46°20′28.73″N 11°02′45.8″E                                   | Parrocchiale. Citata nel 1537, venne affiancata da un campanile nel 1573, poi sopraelevato nel 1756. Tra il 1866 e il 1877 l'edificio venne ricostruito a seguito di un incendio, e poi nel 1961-62 viene ampliato. |
|                  |         | Chiesa di San Biagio                   | Citata XIII secolo, edificio odierno XX secolo      | Nanno, Piazza San Biagio 46°18′52.8″N 11°02′56.2″E                                       | Parrocchiale. Citata nel 1281, venne forse costruita nel 1169. Nel 1536 venne dotata di campanile, dopodiché, nel 1565-75, l'edificio venne ricostruito. Nemmeno cent'anni più tardi, nel 1626-28, la chiesa venne riedificata nuovamente, e nel 1669-71 dovette essere rifatto il tetto, distrutto da un incendio. Nel 1949-52 il tempio viene demolito (ad eccezione del campanile) e ricostruito per l'ennesima ed ultima volta.                                                                            |
|                  |         | Chiesa di Sant'Emerenziana             | Citata XV secolo                                    | Lungo la Strada Provinciale 14, tra Tuenno e la val di Tovel 46°19′27.77″N 11°00′20.41″E | Citata per la prima volta nel 1437, ma costruita molto prima e affiancata dall'abitazione per un romito probabilmente coeva; venne ampliata nel 1550-58, e da allora non ha subito altre modifiche significative. |
|                  |         | Chiesa dei Santi Fabiano e Sebastiano  | Documentata XV secolo                               | Nanno, Strada Provinciale 10 46°19′07.2″N 11°02′23.3″E                                   | Risalente almeno al Quattrocento, la prima citazione è del 1518. Venne ampliata in seguito ad una visita pastorale del 1616. |
|                  |         | Chiesa dell'Immacolata e di San Zenone | Citata XIV secolo                                   | Sanzenone 46°20′10.01″N 11°02′45.18″E                                                    | Citata nel 1360, venne forse ampliata prima del 1518; nel 1709 venne aggiunta una cappella laterale. |
|                  |         | Chiesa di Santa Lucia                  | Citata XV secolo                                    | Campo, via di Campo 46°19′52.4″N 11°03′08.9″E                                            | Citata per la prima volta nel 1448 e rimaneggiata nel corso del Seicento. |
|                  |         | Chiesa della Madonna della Neve        | XX secolo                                           | Presso il lago di Tovel                                                                  | Costruita nel 1967 e ristrutturata nel 2011. |
|                  |         | Chiesa di Santa Maria Assunta          | Citata XII secolo, edificio odierno XVI secolo      | Tassullo, piazza Carlo Antonio Pilati 46°20′12.1″N 11°02′59.7″E                          | Parrocchiale. Chiesa pievana, citata già nel 1101. Nel 1513-18 venne ricostruito il presbiterio, seguito, tra il 1520 e il 1559, da tutta la struttura, campanile incluso. Nel 1629-32 vennero aggiunte due cappelle laterali, mentre tra il 1650 e il 1698 venne aggiunta una sagrestia a sud, seguita nel 1774-76 da un'altra a nord.. |
|                  |         | Chiesa di San Nicolò                   | Citata XV secolo                                    | Tuenno, via Giuseppe Garibaldi 46°19′42.29″N 11°01′20.79″E                               | Citata in un testamento del 1486, venne ricostruita nel 1648-54 perché in cattive condizioni. |
|                  |         | Chiesa di Sant'Orsola e Compagne       | XIV secolo                                          | Tuenno, piazza Alpini 46°19′37.61″N 11°01′26.38″E                                        | Parrocchiale. Costruita plausibilmente nel Trecento e originariamente dedicata alla Madonna, viene citata per la prima volta nel 1349. Nel 1631 viene aggiunta una campata ad ovest alle navate, e nel 1643 vengono aggiunte due cappelle laterali. Nel 1817 le campate vengono ulteriormente prolungate di una campata, e nel 1853 viene rifatto il campanile perché in cattive condizioni. Nel 1913-15 vengono demolite una navata ed una cappella settentrionali per aggiungere un nuovo corpo alla chiesa. |
|                  |         | Chiesa di San Paolo                    | XIII secolo                                         | Pavillo, via di San Paolo 46°19′54.17″N 11°02′31.29″E                                    | Costruita probabilmente durante il Duecento, venne ampliata tra il 1495 e il 1509 (anno di erezione del campanile), dopodiché sono documentati vari interventi di riparazione e restauro conservativo. È stata parrocchiale fino alla costruzione della nuova chiesa omonima poco distante. |
|                  |         | Chiesa di San Paolo                    | XX secolo                                           | Pavillo, via di San Paolo 46°19′53.96″N 11°02′28.12″E                                    | Parrocchiale. Costruita nel 1968-70 per sostituire la precedente omonima, divenuta troppo piccola. |
|                  |         | Chiesa di San Tommaso                  | Fondata XIII-XV secolo, edificio odierno XIX secolo | Portolo, via San Tomaso 46°18′09.2″N 11°03′36.5″E                                        | Costruita in un periodo imprecisato tra il XIII e il XV secolo, e ricostruita probabilmente entro il 1523. Una seconda riedificazione è avvenuta nel 1818-25. |
|                  |         | Chiesa di San Vigilio                  | XV secolo                                           | Tassullo, via di San Vigilio 46°20′05.79″N 11°03′07.63″E                                 | Costruita nel corso del Quattrocento, e riedificata nel 1491-1504; da allora sono stati eseguiti solo lavori di restauro. |
| Cappelle         |         |                                        |                                                     |                                                                                          | |
|                  |         | Cappella della Santa Croce             | XX secolo                                           | Tuenno, via Sant'Emerenziana 46°19′24.25″N 11°01′07.59″E                                 | Cappella cimiteriale, edificata nel 1910. |
|                  |         | Cappella del Crocifisso                | XX secolo                                           | Tassullo, via Fratelli Pinamonti 46°20′19.23″N 11°02′49.51″E                             | Cappella cimiteriale, edificata nel 1919. |
|                  |         | Cappella (o chiesetta) del Sacro Cuore | XX secolo                                           | Località "alla Cementi" 46°21′01.15″N 11°03′22.09″E                                      | Costruita a fianco della sede dell'ex Consorzio Anaune Cementi nel 1940, e ampliata nel 1959. |
|                  |         | Cappella di San Valerio                | Fondata XIII secolo, edificio odierno XV secolo     | Castel Valer 46°19′50.71″N 11°02′49.19″E                                                 | Posta all'interno della prima cinta muraria di Castel Valer (a cui probabilmente dà il nome), venne costruita nel Duecento, e poi riedificata nel corso del Quattrocento. |
| Chiese scomparse |         |                                        |                                                     |                                                                                          | |
|                  |         | Chiesa di San Giorgio                  | IX-X secolo                                         | Presso Rallo                                                                             | Costruita tra il IX e il X secolo, venne fatta demolire nel 1825 perché in cattive condizioni. |
|                  |         | Chiesa di San Giovanni                 |                                                     | Tassullo                                                                                 | Chiesa fondata da una confraternita di Disciplini, situata a fianco del cimitero della pieve; venne demolita verso il 1649. |
|                  |         | Chiesa di Santo Spirito                | Prima dell'XI secolo                                | Località Palù di Tassullo                                                                | Edificata probabilmente prima dell'anno mille, venne poi rifatta nel corso del Duecento e nuovamente verso il 1629; vi era annesso un ospizio gestito dai canonici agostiniani. Nell'Ottocento versava in pessime condizioni, e venne quindi demolita nel 1872; i materiali vennero recuperati per rifare la chiesa di Rallo, mentre alcune suppellettili andarono a quella di Pavillo. |